# Параграф 175 (фильм)
«Параграф 175» (англ. Paragraph 175) — документальный фильм 2000 года режиссёров Роба Эпштейна и Джеффри Фридмана, хроника жизни нескольких геев, которые подвергались гонениям со стороны нацистов за свою гомосексуальность на основе закона, известного как параграф 175.

## Содержание
Свои истории в фильме рассказывают бывшие узники тюрем и концентрационных лагерей, жертвы преследований по параграфу 175, которым удалось выжить. Десятки тысяч мужчин в Третьем рейхе в соответствии с параграфом 175 были заключены в тюрьму или отправлены в концентрационные лагеря. Многие из них погибли.
В фильме приводятся малоизвестные факты о преследовании ЛГБТ на основании данной юридической нормы, а также личные истории жертв и долговременные последствия применения параграфа 175.

## В ролях
| Актёр          | Роль               |
| -------------- | ------------------ |
| Руперт Эверетт | голос за кадром    |
| Пьер Зеель     | играет самого себя |

## Награды
Фильм получил следующие награды:
- «Берлинале», 2000 год
  - Премия «Тедди» в номинации «Лучший документальный фильм» режиссёрам Робу Эпштейну, Джеффри Фридману
  - Приз ФИПРЕССИ (программа «Форум Нового кино») Робу Эпштейну, Джеффри Фридману

- Фестиваль «Санденс», 2000 год
  - Премия режиссёрам в номинации «Лучший документальный фильм» Робу Эпштейну, Джеффри Фридману